# Nisi Maszaharu
Nisi Maszaharu (Fukuoka, 1977. május 29. –) japán válogatott labdarúgó.

## Nemzeti válogatott
A japán U20-as válogatott tagjaként részt vett az 1997-es ifjúsági labdarúgó-világbajnokságon.